# Дзагоев, Алан Елизбарович
Ала́н Елизба́рович Дзаго́ев (осет. Зӕгъойты Елизбары фырт Алан; род. 17 июня 1990, Беслан, Северо-Осетинская АССР) — российский футболист, полузащитник.
Заслуженный мастер спорта Российской Федерации (2018). Трёхкратный чемпион России, четырёхкратный обладатель Кубка России, четырёхкратный обладатель Суперкубка России. Девять раз входил в список 33 лучших футболистов чемпионата России.
В составе сборной России участвовал в чемпионате Европы 2012, чемпионатах мира 2014 и 2018 года. Член Клуба Игоря Нетто.
В феврале 2021 года изданием Sport Bible был включён в число 30 самых преданных футболистов мира (13 лет 1 месяц в основном составе одного клуба, ЦСКА — 26-е место).

## Биография
Родился в Беслане. Отец был предпринимателем. Мать в раннем возрасте играла в футбол. Алан с детства интересовался футболом: он «выходил на полянку возле дома и гонял мяч». Учился в школе № 4, с детства посещал футбольные тренировки, а с 2000 года выступал за детскую команду «Автодор-Юность» из Владикавказа. Первый тренер — Юрий Наниев. Материальное обеспечение семьи было не лучшим, и Алан осваивал азы футбольной техники, обходя с мячом автомобильные покрышки. В 2005 году на турнире «Кожаный мяч» Алана заметил Игорь Осинькин, после чего Дзагоева пригласили в тольяттинский центр подготовки футболистов — Академию футбола имени Юрия Коноплёва.

### Личная жизнь
По национальности — осетин. Старший брат Гела был профессиональным футболистом, позже стал работать тренером. 7 июля 2012 года Дзагоев женился на артистке московского ансамбля «Алания», выпускнице Московской государственной юридической академии им. Кутафина Зареме Абаевой. 21 июля 2013 года у них родилась дочь Элана, а 21 апреля 2016 года — сын Хетаг.
В июне 2012 года Дзагоев защитил в Тольяттинском государственном университете дипломную работу по теме «Оптимизация соотношения соревновательной и тренировочной деятельности футболистов команд высшей лиги». В августе 2012 власти Беслана присвоили Дзагоеву звание почётного гражданина города. Брат Гела говорит, что, вопреки распространённому мнению о вспыльчивости Алана, он достаточно спокойный человек и всегда прислушивается к мнению родственников и близких друзей.
У Дзагоева нет аккаунтов в социальных сетях, что сам футболист подчёркивал в 2013 и 2015 годах.
2 сентября 2019 года вышел документальный фильм Юрия Дудя «Беслан. Помни», посвящённый пятнадцатой годовщине теракта в Беслане. Стало известно, что Дзагоев, уроженец этого города, финансировал лечение одной из пострадавших в ходе теракта.

### Оскорбительные высказывания в адрес «Зенита»
18 мая 2013 года после матча ЦСКА с «Кубанью», в котором армейцы завоевали чемпионский титул, Дзагоев начал скандировать оскорбительную кричалку в адрес футбольного клуба «Зенит». Инцидент вызвал неодобрительную реакцию в футбольном обществе. Дзагоеву грозила дисквалификация на срок от двух до четырёх матчей. Позже футболист извинился за свой поступок, а гендиректор ЦСКА Роман Бабаев заявил: «Клуб принял определённые меры, но самое главное — это то, что в воскресенье, только увидев этот видеоролик, Алан раскаялся, объяснив причины своего поступка насколько это было возможно». КДК РФС условно дисквалифицировал игрока на три месяца.

## Клубная карьера

### «Крылья Советов-СОК»
После прохождения обучения в Академии имени Коноплёва был отправлен играть в «Крылья Советов-СОК» Димитровград, где дебютировал 29 апреля 2006 года в матче против «Тюмени», первый мяч в своей профессиональной карьере забил 14 мая 2006 года в ворота «Нефтехимика». Этот гол остался единственным для Дзагоева в сезоне 2006 года, в котором он провёл 12 матчей. Следующий сезон получился для Дзагоева более удачным — в нём он сыграл 25 матчей и забил 5 голов, в том числе два — в игре с «Ладой».

### ЦСКА

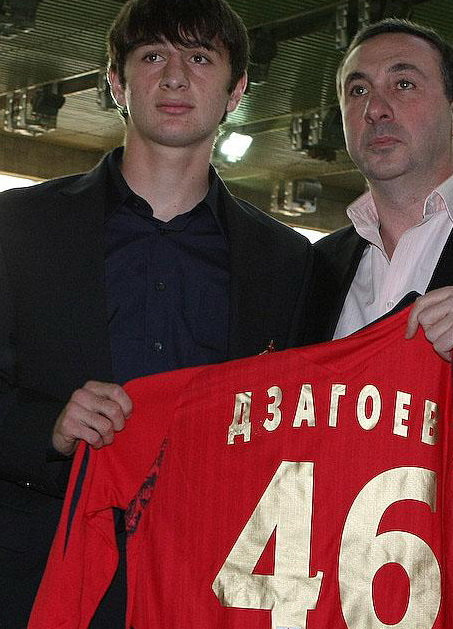
Дзагоев вместе с Евгением Гинером в 2008 году

В середине ноября 2007 года Дзагоев вместе со своими одноклубниками Антоном Власовым и Дмитрием Рыжовым перешёл в московский ЦСКА. За переход всех троих футболистов армейцы заплатили 360 тысяч долларов. В составе ЦСКА Дзагоев впервые вышел на поле 27 января 2008 года в рамках розыгрыша Кубка Первого канала, заменив Юрия Жиркова на 78-й минуте игры против донецкого «Шахтёра». 26 апреля 2008 года провёл за клуб первую официальную игру против «Луча-Энергии». 11 мая, впервые выйдя в основном составе клуба в матче с «Химками», забил первый гол за армейцев, а также отдал две голевые передачи. Стал одним из 16 футболистов, кому удалось забить в 17 лет в высшей лиге чемпионата России — ему было 17 лет 329 дней. Дзагоева стали расценивать как будущее сборной России. Через неделю Дзагоев впервые сыграл в Кубке России, выйдя на замену на 61-й минуте финала сезона 2007/08, когда его команда проигрывала 0:1. ЦСКА сумел перевести матч в серию пенальти, где и одержал победу. Этот Кубок России стал первым серьёзным трофеем в карьере игрока. 12 июля 2008 года в матче 13-го тура чемпионата со «Спартаком» (1:5) Дзагоев отдал три голевые передачи. После матча главный тренер ЦСКА отметил прогресс футболиста. 30 июля в противостоянии с «Зенитом» Дзагоев был удалён, получив две жёлтые карточки, но уже 21 сентября в матче с тем же клубом оформил свой первый дубль, внеся решающий вклад в победу «красно-синих» со счётом 3:1. За три дня до этого Дзагоев дебютировал в еврокубках в матче 1-го раунда Кубка УЕФА против хорватского клуба «Славен Белупо». В матче группового этапа против «Депортиво» (3:0) Дзагоев открыл счёт голам в еврокубках, оформив дубль. После игры появились сообщения об интересе к игроку представителей «Реала», которые якобы хотели купить полузащитника, но они не подтвердились. Всего за сезон 2008 Дзагоев сыграл 29 матчей и забил 13 голов во всех турнирах, а также вошёл в список 33 лучших игроков чемпионата России.
После сезона 2008 из команды ушёл главный тренер Валерий Газзаев, а на его место пришёл Зико. При новом наставнике Дзагоев стал больше времени играть в молодёжном первенстве, редко появляясь в составе взрослой команды, и в июне 2009 года появились сообщения о том, что он отказывается продлить контракт с клубом. В связи с этим стала публиковаться информация о том, что в полузащитнике заинтересованы английские клубы — «Челси», «Ливерпуль» и «Тоттенхэм». Армейский клуб неудачно выступал в чемпионате, и одной из причин неудач, по мнению журналистов, стал тот факт, что Зико не использовал Дзагоева на все сто процентов. Но полузащитник всё же остался в ЦСКА, а вскоре бразильский специалист покинул свой пост и Дзагоеву стали доверять больше игрового времени. 15 сентября забил свой первый гол в Лиге чемпионов, распечатав ворота «Вольфсбурга» (1:3). 3 ноября Дзагоев забил гол и отдал голевую передачу в игре с «Манчестер Юнайтед» и был одним из лучших игроков матча. Всего за сезон он сыграл 40 матчей и забил 10 голов во всех турнирах.

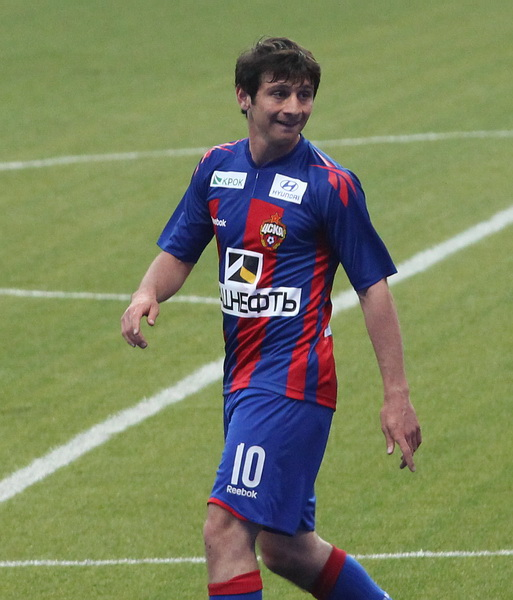
Дзагоев в составе ЦСКА

В чемпионате России 2010 года Дзагоев также нечасто попадал в основной состав. В Лиге Европы 2010/11 он отыграл 8 матчей, забив 2 гола и отдав 4 результативные передачи. Сезон 2011/12 Дзагоев вновь начал как основной игрок ЦСКА, но 26 мая 2011 года стало известно, что он переведён главным тренером клуба Леонидом Слуцким в молодёжную команду за нарушение дисциплины. Поводом для наказания послужило то, что игрок позволил себе «некорректные высказывания» в адрес Слуцкого во время финала Кубка России 2011. Конфликт вскоре получил новое развитие — Дзагоев по инициативе Слуцкого был выставлен на трансфер. О своих планах приобрести Дзагоева заявлял московский «Локомотив», который был готов выплатить за него 7 миллионов евро. Однако позже Дзагоев принёс свои извинения Слуцкому и продолжил выступления за ЦСКА. Первый мяч в сезоне 2011/12 он забил в матче 13-го тура РФПЛ в ворота «Анжи». В матче с казанским «Рубином» Дзагоев забил гол за секунду до финального свистка, тем самым сравняв счёт, и спас команду от поражения. В матче 29-го тура против нальчикского «Спартака» отдал три голевые передачи на Сейду Думбья. 3 марта 2012 года в матче 33-го тура с «Зенитом» (2:2) провёл 100-й матч в чемпионате России и 150-й матч за ЦСКА во всех турнирах. В этой игре он отметился забитым мячом. В матче 36-го тура против «Локомотива», закончившемся поражением ЦСКА, Дзагоев сломал мизинец на правой ноге и выбыл из строя на полтора месяца.

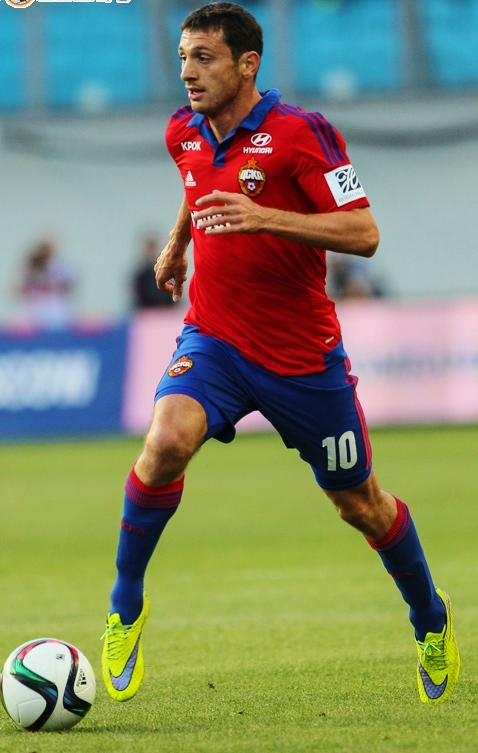
Дзагоев в матче с «Анжи» 2 августа 2015

Во втором туре сезона 2012/13, 28 июля 2012 года, Дзагоев в матче с «Амкаром» получил красную карточку за грубую игру с риском нанесения травмы и был дисквалифицирован на два матча. 22 сентября в игре с нижегородской «Волгой», в которой ЦСКА победил со счётом 3:2, Дзагоев оформил дубль. Один из этих двух голов забил в падении через себя, и он был признан одним из лучших в сезоне. Кроме того, этот мяч стал тысячным для армейцев в чемпионате России. Но уже в следующем туре, в матче с «Динамо», Дзагоев ударил по лицу защитника «бело-голубых» Люка Уилкшира и был удалён с поля. Ему грозила 13-матчевая дисквалификация, но КДК отстранил футболиста только на пять игр. В весенней части чемпионата Дзагоев забил несколько голов, в том числе и мяч, принёсший армейцам ничью в дерби со «Спартаком». По итогам сезона ЦСКА занял первое место в чемпионате, а Дзагоев впервые вошёл в список 33-х лучших игроков под первым номером. Филипп Паленков из «СЭ» назвал его «сердцем» клуба, а журналист ESPN Джон Брэдли высказал предположение, что из него может вырасти звезда мирового футбола. 14 сентября 2013 года в матче 8-го тура следующего сезона против «Ростова» Дзагоев получил травму задней поверхности бедра и вернулся на поле в составе ЦСКА только 2 декабря в матче 18-го тура — вновь против «Ростова». 31 марта Дзагоев забил свой первый гол в сезоне в матче против «Волги», но в нём он получил и очередную красную карточку. Пропустив одну игру, вернулся на поле и в противостоянии с «Рубином» принёс ЦСКА победу 2:1. Армейцы опять заняли первое место в РФПЛ, а Дзагоев сыграл 23 матча и забил 3 гола во всех турнирах.
Начало сезона 2014/15 Дзагоев пропустил из-за травмы ахиллова сухожилия и первый матч в чемпионате сыграл 17 августа 2014 года в дерби со «Спартаком». Первый гол он забил 27 сентября в игре против «Урала», в том же матче сделав ещё и две голевые передачи, а ЦСКА победил со счётом 4:3. В марте 2015 года опять получил травму, из-за которой пропустил четыре матча. Но в весенней части чемпионата отметился четырьмя голами и тремя голевыми передачами. По мнению Сергея Ярёменко, это был лучший сезон для полузащитника за последние годы, в котором Дзагоев сыграл дисциплинированно и «камня на камне не оставил от мифа о талантливом, но недисциплинированном футболисте, не выполняющем установку тренера». В следующем сезоне Дзагоев сыграл 43 матча, забил 8 голов и отдал 11 голевых передач во всех турнирах. В 30-м туре сезона 2015/2016, 21 мая 2016 года, забил гол в ворота «Рубина», который принёс ЦСКА победу в игре и во всём чемпионате. В этом же матче Дзагоев получил травму (перелом второй плюсневой кости), из-за которой вынужден был пропустить чемпионат Европы 2016 года.
Сезон 2016/17 стал неудачным для Дзагоева. Из-за четырёх травм, полученных в течение сезона, он сыграл лишь 15 из 30 матчей в чемпионате России. Но несмотря на такое количество повреждений, Алан сумел отличиться в играх Лиги чемпионов, забив голы во встречах с «Байером» и «Тоттенхэм Хотспур». Перед 30-м туром главный тренер ЦСКА Виктор Гончаренко заявил, что Дзагоев пропустит матч. Позднее стало ясно, что он также не сможет принять участие в Кубке конфедераций.
Первый гол в сезоне 2017/18 Дзагоев забил в выездном матче третьего квалификационного раунда Лиги чемпионов против АЕКа (2:0). Осенью выбыл из строя на месяц из-за воспаления ахилла. В первом же матче после возвращения он забил гол в матче с «Базелем» (2:1), сравняв счёт. 21 февраля в 1/16 финала Лиги Европы полузащитник забил единственный гол во встрече, который позволил ЦСКА пройти в следующий раунд турнира. В ответном матче 1/8 финала Лиги Европы против «Лиона» удачные действия связки Дзагоев — Головин помогли команде одержать победу 3:2 и пройти в четвертьфинал, где её соперником стал лондонский «Арсенал». В ходе ответной игры Дзагоев получил травму, из-за которой пропустил концовку национального первенства, и вернулся лишь в 30-м туре. По итогам сезона ЦСКА занял второе место в таблице, а Дзагоев был включён в список 33 лучших футболистов турнира. Также его выступления отметил тренер сборной Станислав Черчесов, и полузащитник принял участие в домашнем чемпионате мира.
Сезон 2018/19 начался для Дзагоева с очередной травмы (повреждение икроножной мышцы голени), полученной им в матче Суперкубка России с «Локомотивом» (1:0). Этому предшествовало повреждение в матче-открытии ЧМ-2018 в июне. Полузащитник повредил мышцы задней поверхности бедра.
Череда травм продолжилась в 2019 году: во время февральских сборов в Испании получил травму в товарищеской игре с «Картахеной» и был заменён, покинув поле на носилках. Ему диагностировали повреждение передней крестообразной связки колена. 21 февраля 2019 года была проведена операция. 21 июня 2019 года Дзагоев и ЦСКА подписали новый, рассчитанный на два года, контракт.
10 ноября 2019 года в первый раз вышел на поле после травмы, заменив на 85-й минуте игры «Сочи» — ЦСКА (2:3) Николу Влашича.
В матче первого тура сезона-2020/21 против «Химок» (0:2) 8 августа 2020 года забил гол впервые с марта 2018 года, но получил повреждение задней поверхности бедра, однако избежал серьёзной травмы. В следующем туре 15 августа в матче против «Тамбова» вышел в стартовом составе и вновь был заменён из-за травмы уже в первом тайме. Вновь появился на поле после травмы 3 октября в матче 10-го тура против Урала (2:0), выйдя в конце игры на замену. Этот матч стал для Дзагоева 250-м матчем за ЦСКА в чемпионатах России. 1 ноября 2020 года в матче против волгоградского «Ротора» (1:0) забил с подачи Арнора Сигурдссона победный гол, выведший армейцев на первое место в чемпионате впервые более, чем за год.
1 июля 2021 года контракт Дзагоева с ЦСКА истёк. В конце того же месяца было объявлено о достижении соглашения по продлению контракта до окончания сезона 2022/23.
В сезоне 2021/22 провёл 20 матчей, в которых отметился тремя голевыми передачами, а сам ЦСКА вновь не сумел завоевать медалей. В мае 2022 года появилась информация о том, что, несмотря на действующий контракт, Дзагоев покинет клуб в конце сезона и даже завершит карьеру. Вскоре Дзагоев опроверг эти сообщения. Тем не менее, 20 мая официальный сайт ЦСКА подтвердил уход полузащитника в конце сезона.

### «Рубин» и «Ламия»
2 сентября 2022 года стал игроком казанского «Рубина», заключив контракт с командой первой лиги до конца сезона 2022/23.
В конце сентября 2023 года перешёл в греческий клуб «Ламия», за который сыграл только два матча: он получил травму подколенного сухожилия, выбыв на две недели. Незадолго до своего планируемого возвращения в общую группу тренирующихся Дзагоев потянул левую икроножную мышцу, после чего решил завершить игровую карьеру. 21 ноября 2023 года он официально объявил об уходе из футбола по причине последствий многочисленных травм, полученных за последние 5 лет.

## Карьера в сборной

### Выступления за юношескую и молодёжную сборную России

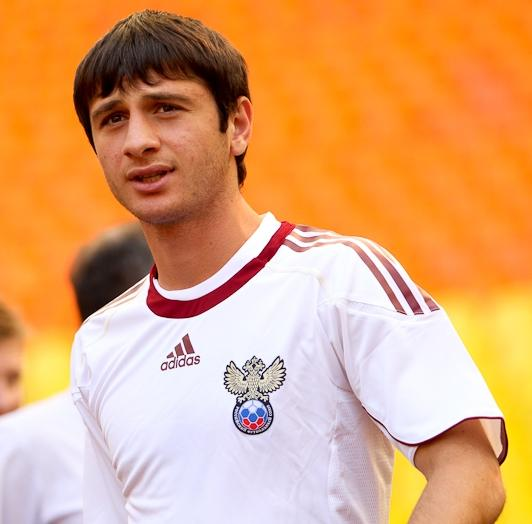
Дзагоев в составе сборной России

Ещё во время выступлений за «Крылья Советов-СОК» Дзагоев получил вызов в юношескую (до 17 лет) сборную России и дебютировал в её составе 13 октября 2006 года в матче против Грузии, проходившем в рамках отборочного турнира к чемпионату Европы. В своей следующей игре за сборную, которая состоялась 15 октября, Алан оформил дубль. В следующем сезоне в отборе к чемпионату Европы сыграл три матча, а в противостоянии с Северной Ирландией опять забил дважды за матч. Тем не менее в финальную часть турнира команда не вышла, а Дзагоев больше в этой возрастной категории не выступал.
В 2009 году Дзагоев дебютировал в составе молодёжной сборной России в матче отборочного турнира чемпионата Европы 2011, в котором российская команда потерпела поражение от сборной Фарерских островов. После этого Дзагоев не выступал за молодёжную сборную на протяжении 4 лет, чаще играя за первую сборную. Весной 2013 года Дзагоев дал согласие сыграть за молодёжную сборную России на чемпионате Европы. Первый матч с Испанией, в котором российская команда потерпела поражение со счётом 0:1, Дзагоев пропустил из-за игр основной сборной. 9 июня состоялся матч второго тура, где россиянам противостояла команда Нидерландов. В нём Дзагоев вышел в стартовом составе, однако сборная России не смогла что-либо противопоставить пяти голам, забитым в её ворота. В следующем матче против Германии Дзагоев отметился забитым голом, но сборная вновь уступила (1:2). Журналисты отметили, что Дзагоев был единственным игроком национальной команды, который «был лучом света — по технике работы с мячом, видению поля, мастерству». Несмотря на то, что россияне не сумели выйти из группы, Дзагоев был выбран в символическую сборную турнира. Всего за молодёжную команду провёл три матча и забил один гол.

### Первая сборная России
29 сентября 2008 года Дзагоев получил от Гуса Хиддинка первый вызов в основную сборную России. 11 октября, выйдя на замену вместо Рената Янбаева, дебютировал в составе сборной в гостевом матче в Дортмунде против Германии, где, протолкнув мяч между ног вратаря Рене Адлера, имел шанс забить гол, но попал в штангу, а Россия проиграла со счётом 1:2. Сам футболист не был доволен своим дебютом из-за неудачного для команды результата. Дзагоев вышел на поле и в следующем матче, против Финляндии, заменив Андрея Аршавина на 92-й минуте и сыграв до финального свистка только 10 секунд. В стартовом составе сборной впервые вышел 14 октября 2009 года в игре против Азербайджана (1:1). Начал матч на позиции нападающего вместе с Аршавиным и играл достаточно активно — поучаствовал в забитом голе, а во втором тайме заработал пенальти. Был признан журналистами одним из лучших игроков матча. Больше в отборе к чемпионату мира он не играл, а Россия не вышла в финальную часть турнира.

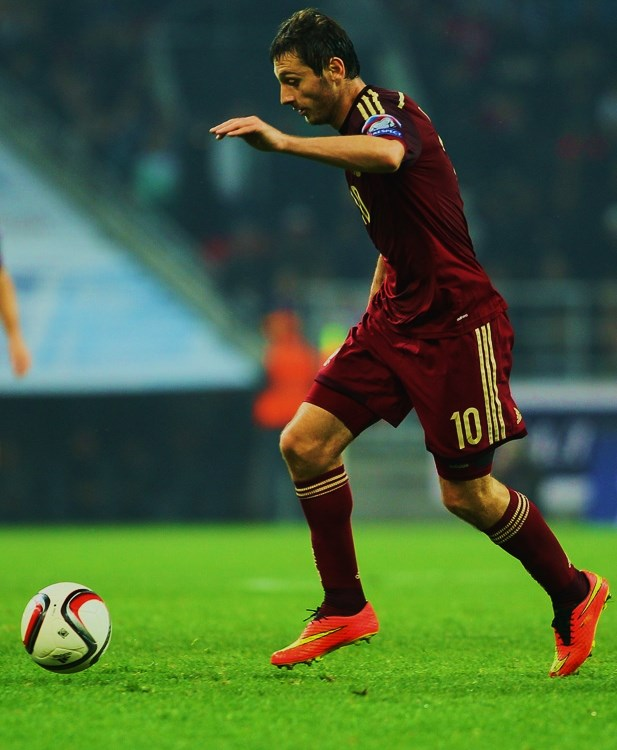
Дзагоев во время матча с Молдовой 15 октября 2014 года

После невыхода национальной команды на чемпионат мира 2010 года место Гуса Хиддинка на посту главного тренера занял Дик Адвокат, который стал доверять Дзагоеву больше игрового времени. 8 октября 2010 года в матче отборочного турнира к чемпионату Европы 2012 года с Ирландией Дзагоев забил первый гол за сборную и помог ей победить со счётом 3:2. Ровно через год в игре против сборной Словакии снова отличился забитым мячом, который на этот раз стал победным, а в матче против Андорры оформил дубль. Всего за отборочный турнир полузащитник провёл 8 матчей и забил 4 гола.
Дзагоев был включён в заявку российской сборной на чемпионат Европы 2012 года. В первом матче турнира против сборной Чехии он вышел в стартовом составе, а на 15-й минуте забил первый гол российской сборной на этом турнире. На 79-й минуте отличился голом ещё раз и стал вторым в списке самых молодых авторов дубля в истории чемпионатов Европы после английского нападающего Уэйна Руни. Матч завершился со счётом 4:1 в пользу россиян, а по его итогам многими спортивными изданиями, болельщиками и УЕФА Дзагоев был признан лучшим игроком. 12 июня в матче с поляками (1:1) Дзагоев на 37-й минуте открыл счёт в матче, забив свой третий гол на Евро-2012 После матча Валерий Газзаев отметил, что полузащитник — «и сегодняшний день нашей сборной, и её будущее». В решающем матче сборная России уступила команде Греции 0:1 и не смогла выйти из группы. Несмотря на это, Дзагоев со своими тремя голами в группе стал одним из лучших бомбардиров всего турнира.
Летом 2012 года сборную России возглавил Фабио Капелло, и Дзагоев забил гол в первой же игре под руководством нового тренера; этой игрой стал товарищеский матч против сборной Кот-д’Ивуара. Из-за травмы Дзагоев выходил на поле в составе сборной лишь в четырёх матчах отборочного цикла чемпионата мира 2014. Россия попала на турнир, и на нём Дзагоев сыграл все матчи сборной, выходя на замену, но сборная не смогла выйти из группы.
Дзагоев был ключевым игроком сборной в отборочном турнире к чемпионату Европы 2016 года, сыграв в нём восемь матчей и забив один гол. По ходу отбора Капелло на тренерском мостике национальной команды сменил тренер ЦСКА Леонид Слуцкий, и под его руководством сборная вышла в финальную часть турнира. Однако в решающем матче чемпионата России с казанским «Рубином», в котором он забил «золотой» гол, Алан Дзагоев, как оказалось, получил перелом плюсневой кости и не смог принять участие в турнире, ставшем для России провальным.
В следующем году Алан Дзагоев снова не смог принять участие в крупном международном турнире — розыгрыше Кубка конфедераций 2017 года, проходившем в России. На этот раз причиной стал рецидив травмы задней поверхности бедра.
Был включён в заявку сборной России на чемпионат мира 2018 года. Вышел в стартовом составе сборной в матче-открытии против сборной Саудовской Аравии (5:0), но на 23-й минуте матча получил травму и был заменён. Из-за травмы пропустил три матча сборной на турнире и вновь появился на поле только в дополнительное время матча 1/4 финала против Хорватии. На 115-й минуте игры выполнил штрафной удар, после которого Марио Фернандес забил гол, сделав счёт в матче 2:2. Сборная, однако, победы добиться не смогла, уступив по пенальти 3:4 (Дзагоев забил второй пенальти команды).
Матч 7 июля 2018 года против Хорватии стал последним для Алана Дзагоева за сборную России.

## Стиль игры
Алан Дзагоев начинал карьеру как атакующий полузащитник, но позже стал часто использоваться тренерами на позиции опорного полузащитника. Иногда он выступал и в амплуа левого полузащитника. Юрий Иванов из Sportbox.ru в 2016 году отмечал, что Дзагоев может сыграть на любой позиции в полузащите и при необходимости способен как поддержать атакующие действия команды, так и помочь защитникам.
По мнению Александра Бубнова, одним из недостатков Дзагоева была невысокая скорость. Но на протяжении всей карьеры Дзагоев компенсировал этот недостаток умелым выбором позиции и блестящим чтением игры. К самым сильным игровым качествам Дзагоева относились, прежде всего, высочайший игровой интеллект, развитое тактическое мышление, превосходное видение поля, отличные пас (особенно короткий и средний) и техника работы с мячом, а также поставленный удар, благодаря которому полузащитник часто бил штрафные (стандартные положения исполнял правой ногой, но в игре одинаково успешно бил с обеих ног, в том числе издали). В начале карьеры Дзагоев часто шёл с мячом вперёд на соперников, пытаясь обвести сразу нескольких защитников, но в последующие годы он в таких ситуациях стал предпочитать отдать пас своему партнёру без риска потерять мяч.
С годами стал более вынослив и проделывал на поле очень больший объём работы, в каждом матче, как правило, показывая лучший в команде результат по суммарному пробегу. В юности неохотно вступал в единоборства, с возрастом, набрав физические кондиции, стал решительным и неуступчивым в силовой борьбе. Обладает характером лидера, что позволяло ему много лет быть ведущим игроком ЦСКА.
Журналисты отмечают, что Дзагоев всегда играл с азартом. В начале карьеры часто был несдержан, мог сыграть жёстко на грани грубости, допускал недисциплинированное и агрессивное поведение. С возрастом стал более хладнокровен заработав в одном сезоне два удаления, на следующий год отыграл весь чемпионат даже без жёлтых карточек.
Дзагоев очень подвержен травмам; в 2010-х годах он иногда больше лечился, чем играл, пропуская важнейшие матчи и даже турниры. Так, по состоянию на начало чемпионата страны 2020/2021 г.г. Алан провёл за ЦСКА 355 игр, но в 182 матчах в связи с травмами даже отсутствовал в заявке. И в итоге очень рано принял решение завершить карьеру.
Находясь в оптимальном состоянии, Алан Дзагоев был способен оказывать решающее влияние на течение игры и её результат. Дик Адвокаат, Леонид Слуцкий, Виктор Гончаренко, Алексей Березуцкий, Фёдор Смолов в интервью неоднократно отмечали, что появление Дзагоева на поле преображает игру команды: партнёры заметно охотнее совершают рывки и открывания в свободные зоны, зная, что наверняка получат точный пас (если только Алан не найдёт ещё более удачное продолжение атаки). Сайт sports.ru ещё в 2013 году подсчитал, что за все время игры Дзагоева в Премьер-лиге с ним в составе ЦСКА набирал в среднем по 2 очка за игру (так называемый чемпионский график), без него — по 1,5 очка. Кроме того, с Дзагоевым армейцы забивали в среднем по 1,8 гола за игру, а без него — по 1,0.

## Достижения

### Командные
ЦСКА (Москва)
- Чемпион России (3): 2012/13, 2013/14, 2015/16
- Серебряный призёр чемпионата России (5): 2008, 2010, 2014/15, 2016/17, 2017/18
- Бронзовый призёр чемпионата России: 2011/12
- Обладатель Кубка России (4): 2007/08, 2008/09, 2010/11, 2012/13
- Обладатель Суперкубка России (4): 2009, 2013, 2014, 2018

«Рубин»
- Победитель Первой лиги: 2022/23

Юношеская сборная России
- Победитель турнира памяти Гранаткина: 2008

### Личные
- Почётная грамота Президента Российской Федерации (27 июля 2018) — за большой вклад в развитие отечественного футбола и высокие спортивные достижения[135]
- Лучший полузащитник мемориала Гранаткина: 2008
- Лучший молодой футболист российской премьер-лиги (лауреат премии «Первая пятёрка»): 2008 (при голосовании получил 100 первых мест из 100 возможных)[136]
- Главное открытие российского футбольного сезона: 2008[137]
- В списках 33 лучших футболистов чемпионата России (9): № 1 (2012/13, 2015/16), № 2 (2009, 2011/12, 2016/17, 2017/18), № 3 (2008, 2013/14, 2014/15)
- Лучший бомбардир чемпионата Европы 2012 (наряду с Марио Гомесом, Криштиану Роналду, Марио Манджукичем, Марио Балотелли и Фернандо Торресом — все по 3 гола)[138]
- Член символической сборной чемпионата Европы среди молодёжных команд 2013 года по версии УЕФА[103]
- Лучший бомбардир чемпионата России в возрасте до 19 лет (11 голов в 28 матчах)[139]

## Статистика

### Клубная
| Выступление        | Выступление      | Выступление      | Лига | Лига | Кубок | Кубок | Суперкубок | Суперкубок | Еврокубки | Еврокубки | Итого | Итого |
| Клуб               | Лига             | Сезон            | Игры | Голы | Игры  | Голы  | Игры       | Голы       | Игры      | Голы      | Игры  | Голы  |
| ------------------ | ---------------- | ---------------- | ---- | ---- | ----- | ----- | ---------- | ---------- | --------- | --------- | ----- | ----- |
| Крылья Советов-СОК | Второй дивизион  | 2006             | 12   | 1    | 1     | 0     | —          | —          | —         | —         | 13    | 1     |
| Крылья Советов-СОК | Второй дивизион  | 2007             | 25   | 5    | 1     | 0     | —          | —          | —         | —         | 26    | 5     |
| Крылья Советов-СОК | Итого            | Итого            | 37   | 6    | 2     | 0     | 0          | 0          | 0         | 0         | 39    | 6     |
| ЦСКА (Москва)      | Премьер-лига     | 2008             | 20   | 8    | 3     | 2     | —          | —          | 6         | 3         | 29    | 13    |
| ЦСКА (Москва)      | Премьер-лига     | 2009             | 27   | 7    | 2     | 0     | 1          | 0          | 10        | 3         | 40    | 10    |
| ЦСКА (Москва)      | Премьер-лига     | 2010             | 24   | 6    | 1     | 0     | 1          | 0          | 10        | 2         | 36    | 8     |
| ЦСКА (Москва)      | Премьер-лига     | 2011/12          | 31   | 5    | 5     | 0     | 1          | 0          | 11        | 1         | 48    | 6     |
| ЦСКА (Москва)      | Премьер-лига     | 2012/13          | 24   | 7    | 4     | 0     | —          | —          | 2         | 0         | 30    | 7     |
| ЦСКА (Москва)      | Премьер-лига     | 2013/14          | 18   | 3    | 3     | 0     | 1          | 0          | 1         | 0         | 23    | 3     |
| ЦСКА (Москва)      | Премьер-лига     | 2014/15          | 21   | 5    | 4     | 2     | 0          | 0          | 3         | 0         | 28    | 7     |
| ЦСКА (Москва)      | Премьер-лига     | 2015/16          | 29   | 6    | 4     | 1     | —          | —          | 10        | 2         | 43    | 9     |
| ЦСКА (Москва)      | Премьер-лига     | 2016/17          | 15   | 3    | 0     | 0     | 0          | 0          | 3         | 2         | 18    | 5     |
| ЦСКА (Москва)      | Премьер-лига     | 2017/18          | 21   | 3    | 0     | 0     | —          | —          | 15        | 4         | 36    | 7     |
| ЦСКА (Москва)      | Премьер-лига     | 2018/19          | 7    | 0    | 0     | 0     | 1          | 0          | 3         | 0         | 11    | 0     |
| ЦСКА (Москва)      | Премьер-лига     | 2019/20          | 10   | 0    | 1     | 0     | —          | —          | 1         | 0         | 12    | 0     |
| ЦСКА (Москва)      | Премьер-лига     | 2020/21          | 15   | 2    | 3     | 0     | —          | —          | 3         | 0         | 21    | 2     |
| ЦСКА (Москва)      | Премьер-лига     | 2021/22          | 20   | 0    | 2     | 0     | —          | —          | —         | —         | 22    | 0     |
| ЦСКА (Москва)      | Итого            | Итого            | 282  | 55   | 32    | 5     | 5          | 0          | 78        | 17        | 397   | 77    |
| Рубин              | Первая лига      | 2022/23          | 20   | 3    | 0     | 0     | —          | —          | —         | —         | 20    | 3     |
| Рубин              | Итого            | Итого            | 20   | 3    | 0     | 0     | 0          | 0          | 0         | 0         | 20    | 3     |
| Ламия              | Суперлига        | 2023/24          | 2    | 0    | 0     | 0     | —          | —          | —         | —         | 2     | 0     |
| Ламия              | Итого            | Итого            | 2    | 0    | 0     | 0     | 0          | 0          | 0         | 0         | 2     | 0     |
| Всего за карьеру   | Всего за карьеру | Всего за карьеру | 341  | 64   | 34    | 5     | 5          | 0          | 78        | 17        | 458   | 86    |

### Сборная
| Год   | Отборочные матчи ЧМ | Отборочные матчи ЧМ | Финальные матчи ЧМ | Финальные матчи ЧМ | Отборочные матчи ЧЕ | Отборочные матчи ЧЕ | Финальные матчи ЧЕ | Финальные матчи ЧЕ | Товарищеские матчи | Товарищеские матчи | Всего | Всего |
| Год   | Игры                | Голы                | Игры               | Голы               | Игры                | Голы                | Игры               | Голы               | Игры               | Голы               | Игры  | Голы  |
| ----- | ------------------- | ------------------- | ------------------ | ------------------ | ------------------- | ------------------- | ------------------ | ------------------ | ------------------ | ------------------ | ----- | ----- |
| 2008  | 2                   | 0                   | 0                  | 0                  | 0                   | 0                   | 0                  | 0                  | 0                  | 0                  | 2     | 0     |
| 2009  | 2                   | 0                   | 0                  | 0                  | 0                   | 0                   | 0                  | 0                  | 1                  | 0                  | 3     | 0     |
| 2010  | 0                   | 0                   | 0                  | 0                  | 4                   | 1                   | 0                  | 0                  | 2                  | 0                  | 6     | 1     |
| 2011  | 0                   | 0                   | 0                  | 0                  | 4                   | 3                   | 0                  | 0                  | 2                  | 0                  | 6     | 3     |
| 2012  | 2                   | 0                   | 0                  | 0                  | 0                   | 0                   | 3                  | 3                  | 5                  | 1                  | 10    | 4     |
| 2013  | 2                   | 0                   | 0                  | 0                  | 0                   | 0                   | 0                  | 0                  | 0                  | 0                  | 2     | 0     |
| 2014  | 0                   | 0                   | 3                  | 0                  | 4                   | 0                   | 0                  | 0                  | 6                  | 0                  | 13    | 0     |
| 2015  | 0                   | 0                   | 0                  | 0                  | 4                   | 1                   | 0                  | 0                  | 2                  | 0                  | 6     | 1     |
| 2016  | 0                   | 0                   | 0                  | 0                  | 0                   | 0                   | 0                  | 0                  | 2                  | 0                  | 2     | 0     |
| 2017  | 0                   | 0                   | 0                  | 0                  | 0                   | 0                   | 0                  | 0                  | 3                  | 0                  | 3     | 0     |
| 2018  | 0                   | 0                   | 2                  | 0                  | 0                   | 0                   | 0                  | 0                  | 4                  | 0                  | 6     | 0     |
| Всего | 8                   | 0                   | 5                  | 0                  | 16                  | 5                   | 3                  | 3                  | 27                 | 1                  | 59    | 9     |

### Матчи за сборную
| Матчи Дзагоева за сборную России | Матчи Дзагоева за сборную России | Матчи Дзагоева за сборную России | Матчи Дзагоева за сборную России | Матчи Дзагоева за сборную России | Матчи Дзагоева за сборную России | Матчи Дзагоева за сборную России |
| №                                | Дата                             | Оппонент                         | Счёт                             | Голы Дзагоева                    | Соревнование                     |                                  |
| -------------------------------- | -------------------------------- | -------------------------------- | -------------------------------- | -------------------------------- | -------------------------------- | -------------------------------- |
| 1                                | 11 октября 2008                  | Германия                         | 1:2                              | —                                | Отборочные матчи ЧМ-2010         |                                  |
| 2                                | 15 октября 2008                  | Финляндия                        | 3:0                              | —                                | Отборочные матчи ЧМ-2010         |                                  |
| 3                                | 28 марта 2009                    | Азербайджан                      | 2:0                              | —                                | Отборочные матчи ЧМ-2010         |                                  |
| 4                                | 12 августа 2009                  | Аргентина                        | 2:3                              | —                                | Товарищеский матч                |                                  |
| 5                                | 14 октября 2009                  | Азербайджан                      | 1:1                              | —                                | Отборочные матчи ЧМ-2010         |                                  |
| 6                                | 11 августа 2010                  | Болгария                         | 1:0                              | —                                | Товарищеский матч                |                                  |
| 7                                | 3 сентября 2010                  | Андорра                          | 2:0                              | —                                | Отборочные матчи ЧЕ-2012         |                                  |
| 8                                | 7 сентября 2010                  | Словакия                         | 0:1                              | —                                | Отборочные матчи ЧЕ-2012         |                                  |
| 9                                | 8 октября 2010                   | Ирландия                         | 3:2                              | 1                                | Отборочные матчи ЧЕ-2012         |                                  |
| 10                               | 12 октября 2010                  | Македония                        | 1:0                              | —                                | Отборочные матчи ЧЕ-2012         |                                  |
| 11                               | 17 ноября 2010                   | Бельгия                          | 0:2                              | —                                | Товарищеский матч                |                                  |
| 12                               | 26 марта 2011                    | Армения                          | 0:0                              | —                                | Отборочные матчи ЧЕ-2012         |                                  |
| 13                               | 4 июня 2011                      | Армения                          | 3:1                              | —                                | Отборочные матчи ЧЕ-2012         |                                  |
| 14                               | 7 июня 2011                      | Камерун                          | 0:0                              | —                                | Товарищеский матч                |                                  |
| 15                               | 7 октября 2011                   | Словакия                         | 1:0                              | 1                                | Отборочные матчи ЧЕ-2012         |                                  |
| 16                               | 11 октября 2011                  | Андорра                          | 6:0                              | 2                                | Отборочные матчи ЧЕ-2012         |                                  |
| 17                               | 11 ноября 2011                   | Греция                           | 1:1                              | —                                | Товарищеский матч                |                                  |
| 18                               | 29 февраля 2012                  | Дания                            | 2:0                              | —                                | Товарищеский матч                |                                  |
| 19                               | 29 мая 2012                      | Литва                            | 0:0                              | —                                | Товарищеский матч                |                                  |
| 20                               | 1 июня 2012                      | Италия                           | 3:0                              | —                                | Товарищеский матч                |                                  |
| 21                               | 8 июня 2012                      | Чехия                            | 4:1                              | 2                                | Финальные матчи ЧЕ-2012          |                                  |
| 22                               | 12 июня 2012                     | Польша                           | 1:1                              | 1                                | Финальные матчи ЧЕ-2012          |                                  |
| 23                               | 16 июня 2012                     | Греция                           | 0:1                              | —                                | Финальные матчи ЧЕ-2012          |                                  |
| 24                               | 15 августа 2012                  | Кот-д’Ивуар                      | 1:1                              | 1                                | Товарищеский матч                |                                  |
| 25                               | 7 сентября 2012                  | Северная Ирландия                | 2:0                              | —                                | Отборочные матчи ЧМ-2014         |                                  |
| 26                               | 16 октября 2012                  | Азербайджан                      | 1:0                              | —                                | Отборочные матчи ЧМ-2014         |                                  |
| 27                               | 14 ноября 2012                   | США                              | 2:2                              | —                                | Товарищеский матч                |                                  |
| 28                               | 14 августа 2013                  | Северная Ирландия                | 0:1                              | —                                | Отборочные матчи ЧМ-2014         |                                  |
| 29                               | 10 сентября 2013                 | Израиль                          | 3:1                              | —                                | Отборочные матчи ЧМ-2014         |                                  |
| 30                               | 5 марта 2014                     | Армения                          | 2:0                              | —                                | Товарищеский матч                |                                  |
| 31                               | 26 мая 2014                      | Словакия                         | 1:0                              | —                                | Товарищеский матч                |                                  |
| 32                               | 31 мая 2014                      | Норвегия                         | 1:1                              | —                                | Товарищеский матч                |                                  |
| 33                               | 6 июня 2014                      | Марокко                          | 2:0                              | —                                | Товарищеский матч                |                                  |
| 34                               | 17 июня 2014                     | Республика Корея                 | 1:1                              | —                                | Финальные матчи ЧМ-2014          |                                  |
| 35                               | 22 июня 2014                     | Бельгия                          | 0:1                              | —                                | Финальные матчи ЧМ-2014          |                                  |
| 36                               | 27 июня 2014                     | Алжир                            | 1:1                              | —                                | Финальные матчи ЧМ-2014          |                                  |
| 37                               | 3 сентября 2014                  | Азербайджан                      | 4:0                              | —                                | Товарищеский матч                |                                  |
| 38                               | 8 сентября 2014                  | Лихтенштейн                      | 4:0                              | —                                | Отборочные матчи ЧЕ-2016         |                                  |
| 39                               | 9 октября 2014                   | Швеция                           | 1:1                              | —                                | Отборочные матчи ЧЕ-2016         |                                  |
| 40                               | 12 октября 2014                  | Молдова                          | 1:1                              | —                                | Отборочные матчи ЧЕ-2016         |                                  |
| 41                               | 15 ноября 2014                   | Австрия                          | 0:1                              | —                                | Отборочные матчи ЧЕ-2016         |                                  |
| 42                               | 18 ноября 2014                   | Венгрия                          | 2:1                              | —                                | Товарищеский матч                |                                  |
| 43                               | 27 марта 2015                    | Черногория                       | 3:0                              | —                                | Отборочные матчи ЧЕ-2016         |                                  |
| 44                               | 7 июня 2015                      | Беларусь                         | 4:2                              | —                                | Товарищеский матч                |                                  |
| 45                               | 5 сентября 2015                  | Швеция                           | 1:0                              | —                                | Отборочные матчи ЧЕ-2016         |                                  |
| 46                               | 8 сентября 2015                  | Лихтенштейн                      | 7:0                              | 1                                | Отборочные матчи ЧЕ-2016         |                                  |
| 47                               | 12 октября 2015                  | Черногория                       | 2:0                              | —                                | Отборочные матчи ЧЕ-2016         |                                  |
| 48                               | 14 ноября 2015                   | Португалия                       | 1:0                              | —                                | Товарищеский матч                |                                  |
| 49                               | 29 марта 2016                    | Франция                          | 2:4                              | —                                | Товарищеский матч                |                                  |
| 50                               | 6 сентября 2016                  | Гана                             | 1:0                              | —                                | Товарищеский матч                |                                  |
| 51                               | 28 марта 2017                    | Бельгия                          | 3:3                              | —                                | Товарищеский матч                |                                  |
| 52                               | 11 ноября 2017                   | Аргентина                        | 0:1                              | —                                | Товарищеский матч                |                                  |
| 53                               | 14 ноября 2017                   | Испания                          | 3:3                              | —                                | Товарищеский матч                |                                  |
| 54                               | 23 марта 2018                    | Бразилия                         | 0:3                              | —                                | Товарищеский матч                |                                  |
| 55                               | 27 марта 2018                    | Франция                          | 1:3                              | —                                | Товарищеский матч                |                                  |
| 56                               | 30 мая 2018                      | Австрия                          | 0:1                              | —                                | Товарищеский матч                |                                  |
| 57                               | 5 июня 2018                      | Турция                           | 1:1                              | —                                | Товарищеский матч                |                                  |
| 58                               | 14 июня 2018                     | Саудовская Аравия                | 5:0                              | —                                | Финальные матчи ЧМ-2018          |                                  |
| 59                               | 7 июля 2018                      | Хорватия                         | 2:2 (3:4 пен.)                   | —                                | Финальные матчи ЧМ-2018          |                                  |

Итого: 59 матчей / 9 голов; 29 побед, 16 ничьих, 14 поражений

## Комментарии
1. ↑  Количество матчей в сборной приведено с учётом товарищеской игры Россия — Литва (0:0) включительно, сыгранной 29 мая 2012 и не включённой в реестр официальных матчей ФИФА Архивная копия от 28 августа 2015 на Wayback Machine.